# Агараби
Агараби (Agarabe, Agarabi, Bare) — папуасский язык подгруппы каинанте группы каинанту-горока трансновогвинейской языковой семьи, на котором говорит народ агараби (агарабе), проживающий в округе Каинанту провинции Истерн-Хайлендс в Папуа-Новой Гвинее. О диалектах агараби ничего не известно. Как сообщается, похож на язык гадсуп.